# Zelfrijzend bakmeel
Zelfrijzend bakmeel is de kant-en-klaar verkrijgbare combinatie van bloem en bakpoeder. 
Rijsmiddel wordt gebruikt met een aantal soorten meel om lichtere en zachtere gebakken producten te produceren door het inbedden van kleine gasbelletjes. Zelfrijzend meel wordt voorgemengd verkocht met een rijsmiddel zoals bakpoeder. De toegevoegde ingrediënten zijn gelijkmatig verdeeld over de bloem, die helpt om een consistente en gelijke stijging van de gebakken goederen te verkrijgen. Deze bloem wordt meestal gebruikt voor het bereiden van scones, koekjes, muffins, etc. Dit soort meel werd uitgevonden door Henry Jones en gepatenteerd in 1845. Witte bloem kan worden gebruikt om een soort van zelfrijzend bakmeel te maken. Zelfrijzend bakmeel is meestal samengesteld in de volgende verhouding:
* 1 kopje (100 g) bloem
* 1 tot 2 theelepel(s) (3-6 g) bakpoeder
* een snufje tot ½ theelepel (1 g of minder) zout
Wanneer zeer fijn gemalen bloem met bakpoeder wordt gebruikt en hieraan smaakversterker(s) zoals zout, citroen, vanille, etc. zijn toegevoegd, noemt men het cakemeel.